# 피아노
피아노(영어: piano)는 대표적인 건반악기로서 피아노포르테(영어: pianoforte)의 준말이다. 총 88개의 건반으로 구성되어 나무로 된 작은 망치가 강철 프레임에 고정된 피아노줄을 건반으로 소리를 낸다. 18세기 초 이탈리아의 바르톨로메오 크리스토포리(Christofori, B.)가 고안하여 독일에서 완성하였다.

## 역사
오늘날 세계적으로 보급되고 있는 일반적인 유건타현(有鍵打絃)악기이다. 피아노가 발명되기 이전에는 쳄발로와 클라비코드가 가장 많이 보급된 건반악기였으나, 1709년에 이탈리아 사람인 쳄발로 제작가 바르톨로메오 크리스토포리(Bartolommeo Cristofori 1655-1731)가 쳄발로의 몸통(胴)을 써서 ‘포르테피아노’라고 이름 붙인 악기를 만들었다. 이것이 피아노의 효과적인 최초의 고안이어명자로 되어 있다. 쳄발로나 클라비코드는 음이 작아 실내 연주용 외는 쓰이지 않던 것이었으나 이 발명은 현을 펠트로 된 해머로 쳐서 음을 내고, 댐퍼를 붙인 것으로 거의 오늘날의 피아노와 다름이 없는 것이었다. 이로써 음은 힘차고 크게 되어 넓은 스테이지의 연주나 그 밖의 악기와 조화를 이루는 합주도 가능하게 되었다. 그간 독일이나 프랑스에서도 제조기술의 연구가 종종 있었고 18세기의 중엽(바흐나 헨델이 일생을 마칠 무렵)부터 각국에서 본격적으로 피아노를 제작하게 되었다. 그 뒤 많은 개량이 가해졌고 특히 현이 굵어졌으며 액션(손가락의 누른 키가 현을 칠 때까지의 장치)이나 댐퍼 등의 정교한 것 등이 나오게 되어 현재의 피아노에 이르기까지 진보하였고, 피아노의 원래 이름은 피아노포르테였다. .

## 피아노의 형태

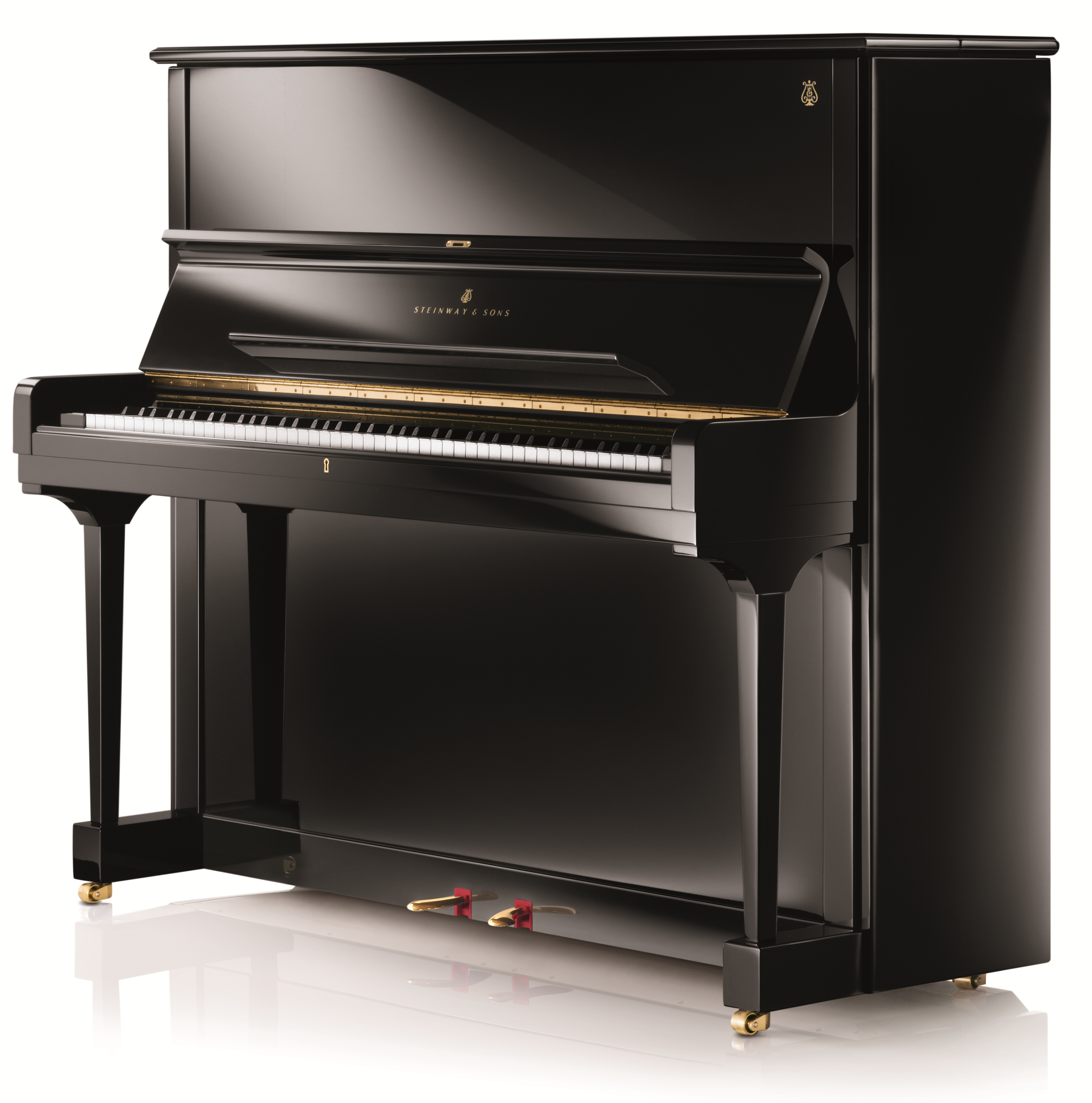
업라이트 피아노

피아노에는 그랜드형(Grand piano)과 업라이트형(Upright piano)의 두 가지 형태가 있고, 각각 소형에서 대형까지 여러 가지 크기가 있다. 그랜드형이 피아노 본래의 형태이며 이 형태는 쳄발로의 형태에서 생긴 것으로 음량도 크다. 피아노는 철골틀에 현을 매었고 그 틀의 뒷면에 울림판이 있어 해머로 친 현의 진동을 울림판으로 확대한다. 현은 피아노선이라고 하는 특수한 강철선으로서 낮은음부의 현은 그 선의 둘레를 구리선(銅線)으로 감아 낮은 음현 일수록 굵고 높은 음현 일수록 가늘다. 페달은 보통 3개가 있고 악기를 향해서 오른쪽은 보통 댐퍼 페달이라 하여 밟으면 전체 댐퍼가 일시에 현에서 떨어져서 두드린 음은 긴 여운을 가지게 된다. 왼쪽 페달은 그랜드와 업라이트와는 조금 구조가 다르나 음량을 약하게 하기 위하여 쓰인다. 피아노의 키의 수효는 52, 64, 76, 88 등 크기에 따라 여러 종류가 있으나 가장 일반적인 것은 88건이며 그 음역은 A0에서 C8까지로 7옥타브 이상이나 된다.
피아노는 건반으로 누르면서 치는 악기이다.

## 피아노 연주
피아노의 가격은 700만원부터 3억원까지 천차만별 이라고 한다.
피아노 주법은 19세기에 극도로 발달하여 황금시대를 맞이하였다. 베토벤 이후 베버, 슈베르트, 멘델스존 등을 거쳐서 쇼팽, 슈만, 리스트, 브람스 등의 대작곡가가 피아노 음악의 알차고 많은 작품을 남기고 있다. 베토벤의 음악은 웅장한 느낌을 주는 편이다.쇼팽이나 리스트의 음악은 피아노의 특징적인 아름다움을 완전히 살리고 있으며 또 양 손가락의 운동이나 페달의 효과를 극한까지 발전시키고 있다.

## 같이 보기
- 재즈 피아노
- 오르간
- 타악기
- 하프시코드